# The Rogue Crew

The Rogue Crew est le vingt-deuxième tome de la série Rougemuraille de Brian Jacques. Il sort en mai 2010 en anglais.